# Ущерпская волость
Уще́рпская волость — административно-территориальная единица в составе Суражского (с 1921 – Клинцовского) уезда ныне Брянской области России.
Административный центр — село Ущерпье.

## История
Волость образована в ходе реформы 1861 года.
В ходе укрупнения волостей, в 1923 году к Ущерпской волости были присоединены, почти в полном составе, Верещакская и Петровобудская волости.
В 1929 году, с введением районного деления, волость была упразднена, а её территория разделена между Красногорским, Гордеевским, Клинцовским и Новозыбковским районами Клинцовского округа Западной области.
Ныне вся территория бывшей Ущерпской волости входит в состав Брянской области.

## Административное деление
В 1919 году в состав Ущерпской волости входили следующие сельсоветы: Александровский (Смяльчский), Вепринский, Речицкий (Писарёвский), Староруднянский, Ущерпский, Холевичский, Ягодный.
По состоянию на 1 января 1928 года, Ущерпская волость включала в себя следующие сельсоветы: Вепринский, Верещакский, Вихолский, Владимировский, Котичский, Кожановский, Несвоевский, Новоречицкий, Перетинский, Петровобудский, Писаревский, Смяченский (Смяльчский), Староруднянский, Увельский, Ущерпский, Холевичский, Яловский.